# 間島出兵
間島出兵は、満州の間島（現・中華人民共和国吉林省延辺朝鮮族自治州）で日本軍が朝鮮人や中国人の活動家、匪賊、馬賊に対して実施した鎮圧・掃蕩作戦である。韓国では間島出兵前に発生した鳳梧洞戦闘（봉오동 전투）と、間島出兵中に発生した青山里戦闘（청산리 전투）を三・一運動における二大勝利としているが、戦闘結果については日韓で見解が異なる（後述）。

## 背景
1910年（明治43年）の韓国併合後、これに不満を持つ一部の朝鮮人は、日本の支配を逃れて近隣の中国（中華民国）及びロシア領内に亡命し、抗日宣伝や反日教育を行っていた。1919年（大正7年）、第一次世界大戦後の民族自決の機運の高まりによって、朝鮮各地で独立を訴える三・一運動（独立万歳運動）が起こると、これに呼応して、満州の間島と呼ばれる朝鮮人居留地域において、独立軍と総称される朝鮮独立運動に関わる武装組織の活動が活発化した。これらの武装組織は、居留朝鮮人から金品や食料を調達したり、中国官憲やロシア過激派との協調を通じてその武力を蓄えていた。日本側は武装組織に関わる朝鮮人を「不逞鮮人」と呼び、中国側に討伐を要請したが、ほとんど成果が現れなかった。
1920年（大正9年）に入ると、ゲリラ事件が相次いで起こった。同年1月4日には「大韓国民会」を称する武装組織により、朝鮮銀行会寧支店から竜井出張所へ輸送中の朝鮮銀行券15万円が掠奪され、同年3月15日には朝鮮人3人により平安北道宣川郡泰山面面長及び面書記が銃殺され、同年5月には琿春「韓民会」の金雲瑞率いる十数人により慶源西方で郵便配達員が襲われ憲兵が殺害された。
同年6月4日には、午前5時に穏城郡南陽対岸の三屯里から朝鮮人武装組織50人が豆満江を渡河して日本の警察憲兵及び守備隊と銃撃戦となり、武装組織は三屯里の民家に退却した。その際、日本側の損害はなく、武装組織は1人戦死、2人負傷し、2人捕虜、小銃2挺、小銃弾245発を押収した。事件の背後に有力な一団があるとみた日本陸軍の第19師団は、安川少佐率いる歩兵2個中隊による追撃隊を派遣、同年6月7日に汪清県鳳梧洞で家屋内から射撃する独立軍と4時間にわたり衝突し、日本軍の戦死者は1人、武装組織は遺棄死体33人以上を残し、捕虜8人を捕らえた。また、屋内にいた朝鮮人女性4人、子供1人が負傷した（鳳梧洞の戦い）。この戦いを見るや上海の大韓民国臨時政府は、「我が軍の大勝利」として図們江軽便鉄道占領説など誇大な宣伝発表を行っており、21世紀においても韓国政府はこの戦いを重要視している。
逆に同年8月には、朝鮮総督府の嘱託により長江好率いる1,500人の馬賊が柳河県三源浦の独立軍根拠地を襲撃し、その首魁20人余りを捕えて銃殺している。同年9月には、日本の要求により張作霖が孟富徳に独立軍討伐を開始させ、その退去命令により金佐鎮率いる北路軍政署の一団は安図県方面へ移動を余儀なくされた。
そうした中、同年9月12日、10月2日の二度にわたり琿春が馬賊等に襲撃され、日本領事館が焼失し、女性や子供を含む13人が殺害される事件が発生した（琿春事件）。同年10月7日、この襲撃を「不逞鮮人」によるとした原内閣は、居留民保護を名目に間島出兵を閣議決定し、中国側との折衝を開始した。同年10月16日には吉林都督と奉天で結ばれた「日支協同討伐に関する協定」により、東支鉄道以南20里を除く東寧県、琿春県、延吉県、汪清県、和竜県の5県を日本軍が、それ以外の地域を中国軍が担当して、武装組織の掃討に当たることとなった。

## 経過
間島出兵には、日本陸軍の朝鮮軍から第19師団、シベリア出兵より帰還途上の第14師団歩兵第28旅団、浦潮派遣軍からは第11師団と第13師団のそれぞれ一支隊が参加した。このうち実際に作戦を行ったのは第19師団のみで、他の部隊は封鎖と示威を行ったにすぎない。
第19師団長の高島友武中将は、その作戦計画を二期に分け、第一期は武装集団の根拠地を掃討し夜間は自陣に戻ることとし、第二期は同年11月20日から、洪範図及び金佐鎮の一団は既にロシア領及び安図県方面に逃れたため、部隊を分散配置させ残党の掃討、武器の押収、親日的な地域宣伝などに努めた。朝鮮軍司令部編『間島出兵史』による経過は以下。

### 東支隊
東正彦少将が率いる東支隊は、延吉県、和竜県方面を担当した。高島師団長は同年10月13日の訓令で、東少将に対し、武装組織を敦化県及び安図県方面（協定の管轄外）に脱出させることのないよう特に注意を要すると示唆した。東少将は同月15日に竜井村に到着し東支隊を編成、同月17日に機関銃を有する500～600人の武装組織が頭道溝の西南約10里の青山里付近の谷に留まるとの情報を得て、以下の部隊を編成し、行動を指示した。
- 山田隊（主力：歩兵第73連隊）は速やかに賊の西方に進出し退路を断ち主力をもって討伐する。
- 騎兵連隊は後車廠溝、前車廠溝、昇平嶺から迂回し老嶺方面の退路の遮断に努める。
- 歩兵第74連隊の2中隊等は頭道溝にて待機（支隊予備隊）。

主力たる山田隊は二縦隊を組んで青山里に向けて進軍、同月18日に右縦隊の中村大隊は頭道溝から、山田隊は竜井村からそれぞれ出発し、右縦隊は蜂蜜溝を経て青山里へ進軍、同月19日に蜂蜜溝の西南約3000メートルの谷で40人の中国人馬賊と衝突し、2人を負傷させてこれを撃退した。山田隊は頭遣溝南方の八家子を経て、同月20日に三道溝に到着した。
山田隊は武装組織が同月20日未明に奥地へ逃れたことを知り、これを捜索しつつ同地へ宿営した。同月21日には右縦隊が合流、山田隊は密林を捜索して付近の部落を掃討し、安川少佐の指揮する選抜歩兵1中隊が追撃隊として老嶺方面に向かうと、宿営地から1里のところに600人ほどの武装組織の宿営地跡を発見した。追撃隊は警戒しつつ600～700メートル程進んだところで武装組織の銃撃を受け、直ちに応戦して30分程の戦闘を行ったところで武装組織は逐次退却をはじめ、山田隊の主力も加えて老嶺方面に追撃したが、武装集団は密林に火を放ち、その隙に老嶺の東南の谷や密林に一部を残し安図県方面に退却してしまったため、ひとまず再編成のために主力の位置に撤退した。この戦いにより、日本軍の戦死者は兵卒4人、負傷者は下士官1人、兵卒2人、武装組織の遺棄死体は16人であった。（青山里の戦い）
騎兵連隊は、昇平嶺方面に湿地が多く行動が難しいのを見て、漁朗村に宿営した。翌22日午前5時30分、金佐鎮配下の士官生徒隊を基幹とする約300人の武装組織が来襲して交戦となり、支隊予備隊も急行したものの、武装組織は874高地を占領した地の利を得て頑強な抵抗を示し、その抵抗は5時間にも及んだ。午後0時30分、道に迷っていた飯野大隊も戦線に加わり遂にこれを撃退した。この戦闘により、日本軍の戦死は下士官1人、兵卒2人、負傷者兵卒12人であり、武装組織側の死傷者の詳細は不明だが60人に達するとみられ、捕虜5人、小銃22挺、弾薬2200及び機関銃1挺を捕獲した。武装組織は南西方面の密林に四散し、支隊予備隊はその撤退方面の捜索を行ったが明らかにはならなかった。（漁朗村の戦い）
同月24日夜8時、天宝山守備隊（歩兵第73連隊第6中隊）に対し約40人、同夜3時には約15人の武装組織が来襲し、2人を倒しこれを撃退した。この集団は、22日に漁朗村で戦闘を行った一団であると判断された。部隊はその後、天宝山の掃討に従事した。
東支隊長はさらなる兵力の集結を望んだが、地形などのこともあって意のままにならず、同月24日にみずから歩兵150人、機関銃3挺を率いて、北に逃れたとされる武装組織を追って漁朗村を出発、蜂蜜溝の北2000メートルの小川に沿って西進すると、同日午後4時に武装組織の宿営地跡を発見し、付近の密林の捜索を行い、古洞川を6里遡ったところで、同月25日夜10時ごろ武装組織の宿営地の煙を発見し、同日夜12時ごろ夜襲を敢行して撃退するも、なお付近に散在して乱射を継続したため、無益な損害を避けて付近の最高峰である1743高地に兵力を集結させた。この戦闘により日本軍の死傷者はなく、武装組織の死傷者は30人、小銃10挺、弾薬約10000を捕獲した。その後、捕虜の尋問により、野営していた集団は洪範図率いる300人（内武装250人）、金佐鎮率いる30人だったことが明らかになった。しかし兵力の不足からこれを徹底的に掃討することはできず、同月26日に蜂蜜溝に帰還した。この部隊は同月24日午後3時から同月26日午後4時まで密林中の行動を続けていたため、その疲労は極限だった。（古洞河の夜襲）
同月26日、大庭二郎朝鮮軍司令官は、田中義一陸軍大臣宛の電報で、奉天省に属し間島の外にある安図県の掃討許可を求めたが、同大臣は、提岩里事件を例に挙げ、一般の中国人や朝鮮人に危害を加えて国際問題化することは避けたいとして、協定の一方的破棄を不許可とし、同時に協定の交渉に当たった佐藤少将を通して張作霖へ、この件を通告した。
同月27日に高島師団長は、東支隊の正面にいる集団を武装組織の主力みなし、兵力不足を補うため、歩兵第74連隊第1大隊を会寧から急派させる独断の事後承認を申請し、朝鮮軍司令官の承認を得る。東支隊長は武装組織の大部分はいまだ老山嶺付近にいると分析し、後車廠溝、漁朗村、三道溝、青山里にいたる哨戒線を張り索敵に努めたが、少々の遺棄された武器弾薬を捕獲しただけで武装集団と遭遇することはなかった。
この間、加納信暉大佐率いる騎兵第27連隊（加納隊）は、銅仏寺方面の掃討に努め、大韓国民会の金剛以下幹部数名を捕らえた。包囲された際の金剛は、朝鮮人家屋の倉の穴の中に隠れ、その上に薬を堆積させさらに残雪で覆って潜伏していた。
武装組織の特徴は、普段は良民を装い、甚だしきは婦人を装って日本兵に危害を加えようとし、また中国語が堪能であるため中国人との識別が困難で、その捜査は困難を窮めた。また退却する際には、斥候を主力と反対方向に向かわせて日本軍を誘導した。東支隊はその後、捜査を行うとともに地域に親日的な宣伝に努め、投降者は次第に増した。

### 磯林支隊
磯林直明少将が率いる磯林支隊は、琿春県方面を担当した。磯林支隊は3個の討伐隊を編成し、同年10月14日夜半から行動を開始した。
同年10月24日午後2時50分、安部大隊の田代少尉率いる歩騎兵30人の掃討隊は、武装組織150人と交戦し、偶然近くにいた羽生支隊の増援も加えて、2時間の戦闘の末撃退したが既に黄昏を見たため追撃を中止した。この集団は崔正国の率いる義軍隊と思われ、この戦闘により日本軍の死傷者はなく、武装組織は遺棄死体5体を残した。
同年11月4日、上坂大隊は三道溝の北方3里の地点で武装組織30人と交戦したが、夜に至ったため追撃の断念を余儀なくされた。この戦闘により、井田君平少尉及び兵卒4人が負傷し、武装組織は琿春韓民会の李明淳を含む遺棄死体3体を残した。
同年11月上旬、金雲瑞の一派が琿春東方の山中にいるとの報告をうけて、同年11月7日に歩兵2個中隊を派遣し、同月9日午後4時30分牛頭山の山麓で30人と交戦し、1時間後に撃退し、日本軍の死傷は兵卒2人、武装組織の遺棄死体は1体。
同年11月30日夜、海村中尉率いる歩兵小隊は金雲瑞が潜伏する駱駝河子を包囲し、金雲瑞を含む2人を射殺したが他は四散し、その際日本軍の兵卒1人が戦死した。

### 木村支隊
木村益三大佐が率いる木村支隊は、汪清県方面を担当した。歩兵第75連隊第3大隊（横田大隊）の増援を得て、主力は同年10月22日に軍政署の根拠地である西大浦十里坪に踏み込み、武官学校などを焼却、根拠地として使用不可能にするためその資源を滅した。追撃した蘆田、高畑両中尉率いる小隊は、十里坪の東北の密林で武装組織の小団体と30分交戦し、日本軍の戦死は兵卒1人、負傷2人、武装組織の遺棄死体は6体。
同年12月14日、武装集団が西方の谷にいるとの密告を受けて、島田少尉率いる30余人の部隊は、翌朝目的地に達し、家屋から射撃する武装組織と交戦した。日本軍は負傷3人、武装組織は戦死5人、捕虜2人、小銃8、弾薬1800を押収した。

### 航空隊
同年10月23日、長尾工兵大尉を長とし、サルムソン飛行機2機による第19師団航空隊を会寧で編成し、同年11月14日に飛行開始、1機は琿春、局子街を経て帰還の途中、濃霧のため位置を失い、不時着して使用不可能となった。11月19日、さらに2機の組み立てを完成し、計3機で連絡及び示威に従事した。同年12月20日には作戦を中止し、寒冷地飛行の実験準備に取り掛かった。

## 結果
独立軍の主力と衝突した日本軍は第19師団の東支隊のみであり、その戦いも数日のうちに独立軍の撤退という形で終わり、他の支隊では散発的な小規模戦闘がみられただけであった。その後も、第19師団は同地に留まって掃討や対日宣伝に従事している。同年11月6日に日本政府は間島出兵の善後策について北京及び奉天と外交交渉を始めることを閣議決定し、これに基づいて朝鮮軍司令官は同年12月20日までに全部隊の撤兵を完了することとした。その後、第19師団の諸隊は概ね目的を達して翌1921年初頭にほぼ撤兵し、同年5月までに完全に撤収した。
一方、満州を逃れた朝鮮人武装組織は、レーニンが構想した遠東革命軍に参加するため、ロシアのスヴォボードヌイ（自由市）に集結したが、民族解放を第一の課題とする高麗共産党（上海派）と、社会主義革命を優先させる高麗共産党（イルクーツク派）との間に激しい対立が生まれた。そのため赤軍は武装解除を求めるが、朝鮮人武装組織はそれを拒否し、1921年6月27日に軍事衝突し壊滅した（自由市惨変）。青山里の戦いで指揮を執ったとされる金佐鎮は、その後、満州に戻って農民に寄食生活していたが資金や武器が底を突き、武装活動を辞めて寧安県・密山県地方で農民に転向するための資金援助を日本側に願い出ていたが日本政府に許可されず、1930年1月24日に朝鮮人の共産主義者、朴尚実によって射殺された。同じく戦いの指揮を執ったとされる洪範図は、その後赤軍に吸収され、高麗人としてカザフスタンに強制移住させられ、その地で没した。
間島出兵は武装組織の掃討に一定の成果を挙げたが、朝鮮と中国との間に抱える間島問題は未解決のままであった。1930年には中国共産党が関与して間島共産党暴動が起こり、1931年には朝鮮人・中国人が対立して長春で万宝山事件、逆に朝鮮では朝鮮排華事件に至った。満州事変によって日本の軍事的支配下に入った後もこの地域の抗日パルチザンを最終的に治めるには至らず、1937年には金日成らが朝鮮領内に侵入して普天堡襲撃事件を起こしている。

### 間島惨変
大韓民国臨時政府の機関紙である『独立新聞』によれば、1920年12月19日付で、その調査資料によるとして26,265人が虐殺、71人が強姦され、民家3,208軒、学校39校、教会15ヶ所、穀物53,265石が焼却された（間島惨変、庚申惨変または庚申間島虐殺事件とも）。韓国側では、戦いに敗れた日本軍は独立軍の根拠地を掃討するために朝鮮人を無差別に虐殺し、集落ごと焼き払った「間島惨変（庚申惨変）」を引き起こし、その犠牲者は少なくとも3,469人としている。日本側の史料によれば、日本軍に反抗した、独立軍の幹部だった等の理由で射殺された朝鮮・中国人の数は500人余りである。

## 参加兵力
- 第十九師団（陸軍中将高島友武）
  - 東支隊（歩兵第三十七旅団、陸軍少将東正彦）
    - 歩兵第七十三連隊（陸軍大佐山田喜八）
      - 第二大隊（飯野大隊）
      - 第三大隊（中村大隊）

    - 歩兵第七十四連隊第二大隊（石塚大隊）
    - 騎兵第二十七連隊（陸軍大佐加納信暉）
    - 野砲兵第二十五連隊第一大隊
    - 工兵第十九大隊第三中隊
    - 憲兵若干

  - 磯林支隊（歩兵第三十八旅団、陸軍少将磯林直明）
    - 歩兵第七十五連隊
    - 歩兵第七十八連隊第三大隊（第二十師団から応援）
    - 騎兵第二十七連隊第三中隊
    - 野砲兵第二十五連隊第二大隊
    - 工兵第十九大隊第二中隊
    - 憲兵若干

  - 木村支隊（陸軍歩兵大佐木村益三）
    - 歩兵第七十六連隊
    - 騎兵第二十七連隊第二中隊の1小隊
    - 山砲兵第一中隊
    - 工兵第十九大隊第一中隊の1小隊
    - 憲兵若干